# 阁山镇 (绥棱县)
阁山镇，是中华人民共和国黑龙江省绥化市绥棱县下辖的一个镇。
2014年11月11日，黑龙江省民政厅批复同意撤销阁山乡，设立阁山镇。

## 行政区划
阁山镇下辖以下地区：
十六井村、三合村、共合村、永清村、长清村、心合村和永合村。